# Међународна година пиринча
2004. годину су Уједињене нације прогласиле Међународном годином пиринча, уз напомену да је пиринач основна храна за више од половине светске популације, и потврђујући потребу да се повећа свест о улози пиринча у ублажавању сиромаштва и неухрањености.
Ово је једна од многих међународних светковина проглашених за одређене дане, месеце и године. 2008. година је проглашена Међународном годином кромпира.

## Производња и значај пиринча
Пиринач се узгаја на свим континентима света, осим на Антарктику. Као глобална храна, има велики утицај на исхрану људи и сигурност хране широм света. Само у Азији, више од 2 милијарде људи добија 60 до 70 процената свог калоријског уноса из пиринча и производа од њега.
Скоро милијарду домаћинстава у Азији, Африци и Америци зависи од система пиринча као главног извора запослења и егзистенције. Отприлике четири петине пиринча у свету производе мали фармери и конзумира се локално. Пиринач је стога на првој линији борбе против глади и сиромаштва у свету.
Пиринач је такође симбол културног идентитета и глобалног јединства. Велики број фестивала, ритуала, прослава и рецепата усредсређени су на ову културу. Значајно је да скоро свака култура има свој начин једења пиринча и да су ти различити рецепти, у ствари, део светске културне баштине.

### Предлог стратегије
Повећање производње пиринча на одржив начин захтева стратегије на националном нивоу. Свака земља има различите потребе за пиринчем, другачију културу пиринча и, понекад, различите националне приоритете. Међународна година пиринча ће бити ефикасна само ако земље чланице формирају националне организационе комитете. Ови комитети су моћно оруђе у кампањи подизања свести и акције, јер могу да приступе заинтересованим странама на свим нивоима, од фармера на терену, до потрошача, међународних истраживачких агенција и система УН. Оснивање националних комитета обезбедиће да се Међународна година пиринча не заборави 2005. године, већ да се побољшане стратегије производње пиринча добро интегришу у националне развојне политике.

## Проглашење године пиринча
Одлука да се Међународна година посвети једном усеву (пиринчу) је догађај без преседана у историји Уједињених нација. Главни циљ Међународне године био је промовисање одрживог развоја, како би се суочили са све већим захтевима за храном и како би се будућим генерацијама пружила могућност да се суоче са својим потребама за храном, обезбеђујући еколошку производњу пиринча.
Главни задатак Међународне године био је да информише све већи број људи о вредности и значају пиринча који је, углавном у земљама у развоју, најбољи савезник у борби против глади. Пиринач, симбол плодности, обиља, доброг здравља и оригиналности, није само једноставна храна, већ је елемент заједнички различитим културама. Баш као и слоган Међународне године: пиринач је живот.

## Пиринач и политика
Г. Жак Диуф, генерални директор ФАО-а, недавно је изјавио да на свету има довољно хране за сваког човека ако би била равномерно распоређена. Међутим, дистрибуција хране није углавном технички проблем, већ политички проблем којем политички лидери дају мало приоритета. Један од проблема са промовисањем политика за смањење потхрањености је тај што они који могу да направе разлику нису гладни. У контексту ове изјаве игнорисано је важно питање неправичног власништва над земљиштем.
Током 60-их и 70-их година, Зелена револуција је повећала принос и понуду житарица у земљама у развоју. Али ово је смањило производњу хранљивијих усева и захтевало је више ђубрива и опреме коју сиромашни људи не могу да приуште. Резултат је био пад броја малих фармера, промоција агробизниса и повећање еколошких проблема.